# Ophiostigma isocanthum
Ophiostigma isocanthum är en ormstjärneart som först beskrevs av Thomas Say 1825.  Ophiostigma isocanthum ingår i släktet Ophiostigma och familjen trådormstjärnor. Inga underarter finns listade i Catalogue of Life.